# Neocytherideis marchilensis
Neocytherideis marchilensis is een mosselkreeftjessoort uit de familie van de Neocytherideididae. De wetenschappelijke naam van de soort is voor het eerst geldig gepubliceerd in 1965 door Hartmann.